# Cœuvres-et-Valsery
Cœuvres-et-Valsery település Franciaországban, Aisne megyében. Lakosainak száma 466 fő (2022. január 1.). Cœuvres-et-Valsery Cutry, Laversine, Montgobert, Mortefontaine, Saint-Pierre-Aigle és Soucy községekkel határos.

## Népesség
A település népességének változása:
| Lakosok száma | 402  | 480  | 449  | 471  | 467  | 448  | 438  | 441  | 449  | 466  |
|               | 1968 | 1982 | 1990 | 2006 | 2013 | 2015 | 2017 | 2019 | 2020 | 2022 |